# Gilberto di Sempringham
Gilberto di Sempringham (Sempringham, 1083 circa – Sempringham, 4 febbraio 1189) è stato fondatore dell'ordine gilbertino (l'unico sorto e sviluppatosi in Gran Bretagna). Venne proclamato santo da papa Innocenzo III e il suo elogio si legge nel Martirologio Romano al 4 febbraio.

## Biografia
Gilberto nacque da una famiglia di origine normanna (il padre, Jocelino, era un cavaliere arrivato in Inghilterra al seguito di Guglielmo il Conquistatore).
Avviato sin da giovane alla carriera ecclesiastica, fu inviato in Francia a completare gli studi presso l'abbazia di Mont-Saint-Michel e all'Università di Parigi: vi rimase diversi anni come insegnante. Tornato in patria, si dedicò all'educazione.
Entrato a servizio dei vescovi di Lincoln, ricevette gli ordini minori dal vescovo Robert Bloet (stretto collaboratore di molti sovrani inglesi) e l'ordinazione sacerdotale dal suo successore, il vescovo Alessandro, che lo nominò penitenziere della diocesi.
Nel 1130 Gilberto ritornò a Sempringham, dove fondò dapprima un monastero di religiose di clausura sotto la regola cistercense, quindi una comunità maschile a cui diede la regola di sant'Agostino, dando ad essi i compiti di direzione spirituale del primo; sorse così l'Ordine dei Gilbertini, l'unico Ordine religioso sorto in Inghilterra, i cui statuti furono approvati da papa Eugenio III nel 1148 e confermati dai suoi successori Adriano IV e da Alessandro III.
Recatosi in Francia nel 1147, Gilberto ebbe occasione d'incontrarsi, al capitolo generale di Citeaux, con il papa Eugenio III e Bernardo di Chiaravalle, al quale rimase poi sempre legato da profonda amicizia. Nonostante avesse sostenuto Tommaso Becket nella controversia contro Enrico II, riuscì a sottrarsi alle ritorsioni del re per la grande stima di cui godeva presso di lui.
Si sottrasse prima alla nomina ad arcidiacono della cattedrale di Lincoln e poi a quella a vescovo di York: preferì entrare da semplice monaco nel suo ordine giurando obbedienza al suo antico discepolo, Ruggero, divenuto primo superiore generale dell'Ordine.
Gilberto morì ultracentenario, circondato dai suoi monaci, a Sempringham. L'ordine, alla morte del suo fondatore, contava tredici monasteri (di cui nove doppi e quattro esclusivamente maschili), 700 religiosi e 1200 religiose. All'epoca della sua soppressione, decretata da Enrico VIII nel 1538, l'ordine contava 26 monasteri.

## Il culto
Fu iscritto nel Catalogo dei Santi ad Anagni da papa Innocenzo III, l'11 gennaio 1202.
Secondo Obletter, dopo la dissoluzione dei monasteri inglesi, gli ultimi monaci gilbertini si rifugiarono a Roma portando con sé le reliquie del fondatore; i religiosi si insediarono poi nel monastero di San Pancrazio, presso Roccascalegna, e l'ultimo gilbertino superstite portò i resti del santo ad Altino, di cui i monaci avevano assunto il governo della parrocchia. Alla morte dell'ultimo monaco gilbertino di Altino, un sacerdote di Casoli che gli era succeduto nella cura della chiesa trafugò le reliquie di san Gilberto dalla chiesa di Altino e le portò nel proprio paese, dove il santo è ancora invocato come compatrono.
La narrazione di Obletter ha il sapore della leggenda. Gli Acta di san Gilberto non accennano al trasferimento delle reliquie in Italia a opera di monaci dispersi, mentre avvertono che spesso il culto del santo di Sempringham è stato confuso con quello di altri santi omonimi. Il culto di un san Gilberto nel territorio circostante Casoli è già attestato nel XIV secolo, molto prima della dissoluzione dei monasteri inglesi: nelle Rationes Decimarum del 1324 si ha già notizia di una chiesa di San Gilberto ad Altino, dove la memoria di tale santo veniva celebrata il 4 settembre (non il 4 febbraio, dies natalis di Gilberto di Sempringham); tale chiesa fu visitata dall'arcivescovo Giovanni Oliva nel 1568, ma nella sua relazione non si parla della presenza di monaci inglesi né di un furto di reliquie.